# 최원식 (1963년)
최원식(崔元植, 1963년 3월 8일~)은 대한민국의 변호사 겸 정치인이다. 제19대 국회의원을 지냈다.
1963년 인천 부평에서 태어났다.

## 학력
- 1975년 인천부평남국민학교 졸업
- 1978년 부평중학교 졸업
- 1981년 부평고등학교 졸업
- 1986년 서울대학교 법과대학 공법학 학사
- 1987년 서울대학교 대학원 법학(석사과정 수료)

## 경력
- 민주개혁 인천시민연대 정책위원장
- 인천개인택시사업조합 고문변호사
- 한국GM한마음복지재단 이사
- 2009: 한국GM노동조합 고문변호사
- 학교법인 태양학원(경인여자대학교) 이사
- 2010. 1.~2011. 12. 인천광역시청 고문변호사
- 민주사회를 위한 변호사 모임 회원
- 인천항만공사 항만위원
- 계양산 보존을 위한 100인모임 위원
- 천주교 인천교구 자문변호사
- 인천문화재단 이사
- 2011. 11.~2013. 5.: 민주통합당 인천광역시당 계양구 을 지역위원회 위원장
- 민주통합당 정책위원회 부의장
- 2012. 4. 11. 대한민국 제19대 국회의원 선거 당선(인천 계양구 을, 민주통합당, 초선)
- 2012. 5.~2016. 5. 제19대 국회의원(인천 계양구 을, 민주통합당→민주당→새정치민주연합→더불어민주당→무소속→국민의당, 초선)
  - 2013. 3. 제19대 국회 미래창조과학방송통신위원회 위원
  - 2014. 6. 제19대 국회 예산결산특별위원회 위원
  - 제19대 국회 운영위원회 위원
  - 2015. 6.~2016. 5: 제19대 국회 예산결산특별위원회 위원
- 2013. 5.~2014. 3. 민주당 전략기획위원장
- 2014. 3.~2014. 6. 새정치민주연합 전략기획위원장
- 2014. 8.~2015. 12. 새정치민주연합 인권위원회 위원장
- 2015. 5.~2015. 12. 새정치민주연합 기획담당 원내부대표
- 2015. 11.~2015. 12. 새정치민주연합 인권위원회 위원장
- 2015. 11.~2015. 12. 새정치민주연합 기획담당 원내부대표
- 2013. 5.~2014. 3. 민주당 인천광역시당 계양구 을 지역위원회 위원장
- 2014. 3.~2015. 12. 새정치민주연합 인천광역시당 계양구 을 지역위원회 위원장
- 2015. 12.~2016. 1. 더불어민주당 인천광역시당 계양구 을 지역위원회 위원장
- 2016. 2.~2016. 5. 국민의당 수석대변인
- 2016. 5.~2018. 2. 국민의당 국민소통본부장
- 바른미래당 상임고문 겸 당무위원
- 바른미래당 인천광역시당 계양구 을 지역위원회 위원장
- 민생당 상임고문 겸 당무위원
- 국민의당 상임고문 겸 당무위원
- 2022. 3.~2022. 5. 제20대 대통령직인수위원회 국민통합위원회 기획분과위원
- 2022. 7.~2023. 8. 대통령직속 국민통합위원회 경제･계층 분과위원
- 2023. 3.~2023. 9. 대통령직속 국민통합위원회 민생사기 근절 특별위원회 위원 겸 건강한 일터 만들기 특별위원회 위원
- 2024. 5.~: 국민의힘 인천광역시당 계양구 갑 당원협의회 위원장
- 2024. 9.~2024. 10.: 2024년 하반기 재보궐선거 국민의힘 인천광역시 강화군수 보궐선거 인천광역시당 통합선거대책위원회 총괄본부장(실버세대)

## 병역사항
- 육군 중위 전역

## 수상 내역
- 1999 제1회 98 올해의 변호사

## 역대 선거 결과
|  | 56.26% |

|  | 25.43% |

|  | 0.06% |

|  | 41.70% |

## 소속 정당
| 소속 정당 | 소속 정당      | 소속 기간 | 비고      |
| --------- | -------------- | --------- | --------- |
|           | 민주통합당     | 2012~2013 | 정계 입문 |
|           | 민주당         | 2013~2014 | 당명 변경 |
|           | 새정치민주연합 | 2014~2015 | 합당      |
|           | 더불어민주당   | 2015~2016 | 당명 변경 |
|           | 무소속         | 2016      | 탈당      |
|           | 국민의당       | 2016~2018 | 창당      |
|           | 바른미래당     | 2018~2020 | 합당      |
|           | 무소속         | 2020      | 탈당      |
|           | 국민의당       | 2020      | 창당      |
|           | 무소속         | 2020      | 탈당      |
|           | 중소자영업당   | 2020      | 입당      |
|           | 무소속         | 2020~2024 | 탈당      |
|           | 국민의힘       | 2024~현재 | 입당      |

## 같이 보기
- 계양구 을
- 인천 계양구의 국회의원